# Districte de Strasbourg-Ville
El Districte de Strasbourg-Ville (alsacià Stroosburi-Stàdt) és un antic districte del departament francès del Baix Rin, a la regió del Gran Est. Comptava amb 10 cantons i 1 municipi. El cap del districte era la prefectura d'Estrasburg.
El 2015 es va fusionar amb el districte de Strasbourg-Campagne per crear el nou districte d'Estrasburg.

## Cantons
cantó d'Estrasburg-1 - cantó d'Estrasburg-2 - cantó d'Estrasburg-3 - cantó d'Estrasburg-4 - cantó d'Estrasburg-5 - cantó d'Estrasburg-6 - cantó d'Estrasburg-7 - cantó d'Estrasburg-8 - cantó d'Estrasburg-9 - cantó d'Estrasburg-10